# 성희롱

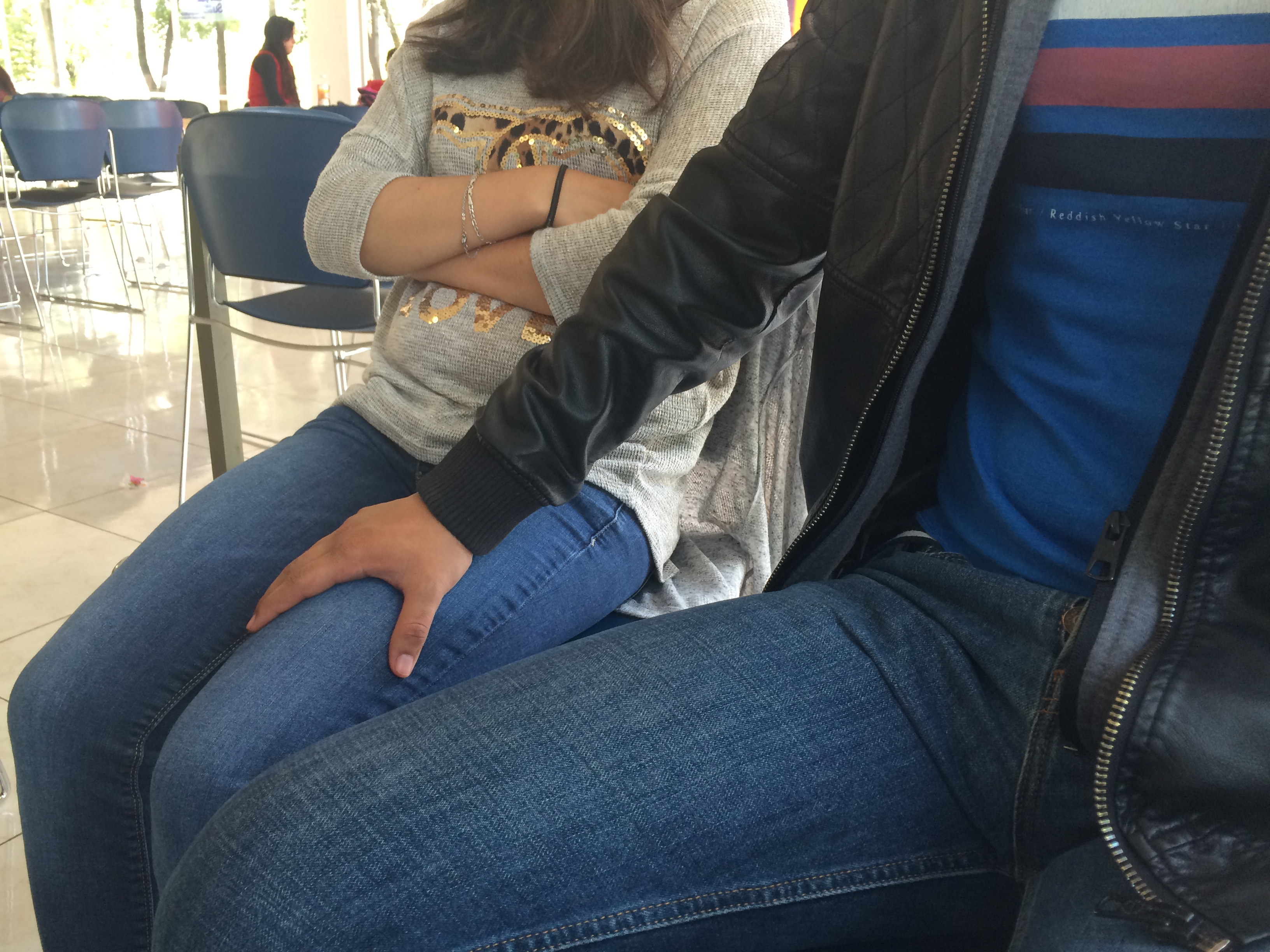
남자가 여자의 허벅지에 손을 올려놓고 달갑지 않은 성적인 접근을 하는 장면을 재현

성희롱(性戲弄, 영어: sexual harassment)은 성범죄에 포함되는 개념으로, 업무, 고용, 지위를 이용하거나 업무 등과 관련하여 성욕에 관계되는 언동(言動)으로 상대방에게 성욕에 관계되는 굴욕이나 혐오ㆍ모욕을 느끼게 하는 행위나 상대방이 성욕에 관계되는 언동이나 기타 요구 등에 따르지 아니하였다는 이유로 고용상 불이익을 주는 행위를 말한다.
성희롱을 언어적인 성폭력으로만 생각하는 경우가 많은데, 성희롱은 언어뿐만 아니라 행위도 포함되며 성추행과의 차이는 언어와 행동이 아니라, 조직 내•외의 차이다.
성희롱이라는 번역이 부적절해 성적 괴롭힘으로 바꾸자는 의견이 있으며, 서울시는 2021년부터 용어를 전환했다.

## 역사
성희롱의 역사는 인류사와 함께했으나 20세기 후반에는 현실상 사회문제로 인식되어 법에 따라 관심을 갖게 되었다. 성희롱(en:sexual harassment)에 관해 미국에서 1976년에 거론되기 시작했고 영국은 1980년대 초에 언급되기 시작했다. 대한민국에서는 1980년대에 성희롱, “성적 모욕”, “성적 성가심” 따위로 쓰이기 시작하다가 1995년 12월 30일 제정된 “여성발전기본법”에 성희롱이라는 용어가 처음 등장했다.
인터넷의 발달로 인터넷상에서의 성희롱도 문제가 되었다.

## 법 해석
대한민국 여성발전기본법, 국가인권위원회법 등을 보면, 성희롱이란 업무, 고용, 지위를 이용하거나 업무 등과 관련하여 성욕에 관계되는 언동(言動)으로 상대방에게 성욕에 관계되는 굴욕이나 혐오를 느끼게 하는 행위나 상대방이 성욕에 관계되는 언동이나 기타 요구 등에 따르지 아니하였다는 이유로 고용상 불이익을 주는 행위를 말한다.

## 비교
성폭력(性暴力)은 성욕에 관계되는 행위로 남에게 육체에 관련되는 손상이나 정신과 심리를 압박하는 힘을 이용하거나 폭력을 사용한 강제력이며, 성추행(性醜行)은 상대방은 고려하지 않고 자기 자신만 배려하는 성욕에 관계되는 만족을 얻으려고 힘을 이용하거나 폭력을 사용하여 신체를 접촉하여 상대방을 성욕에 관계되어 수치스럽게 하는 행위를 말한다.

## 같이 보기
- 강간
- 성폭력